# Huset Lusignan

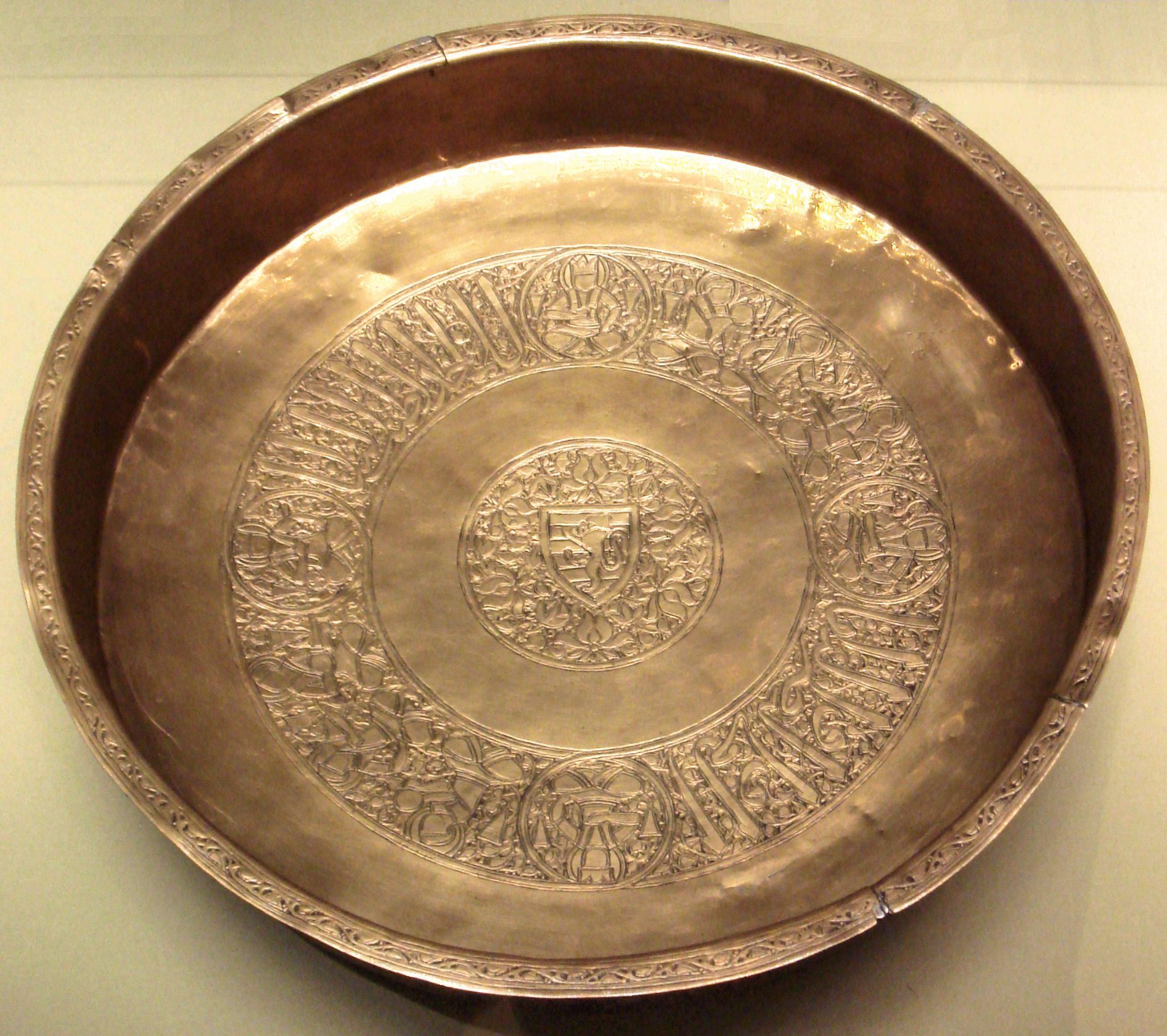
En tallrik tillhörande huset Lusignan, med dess heraldiska vapen i mitten. Tidigt 1300-tal, Cypern. Louvren.

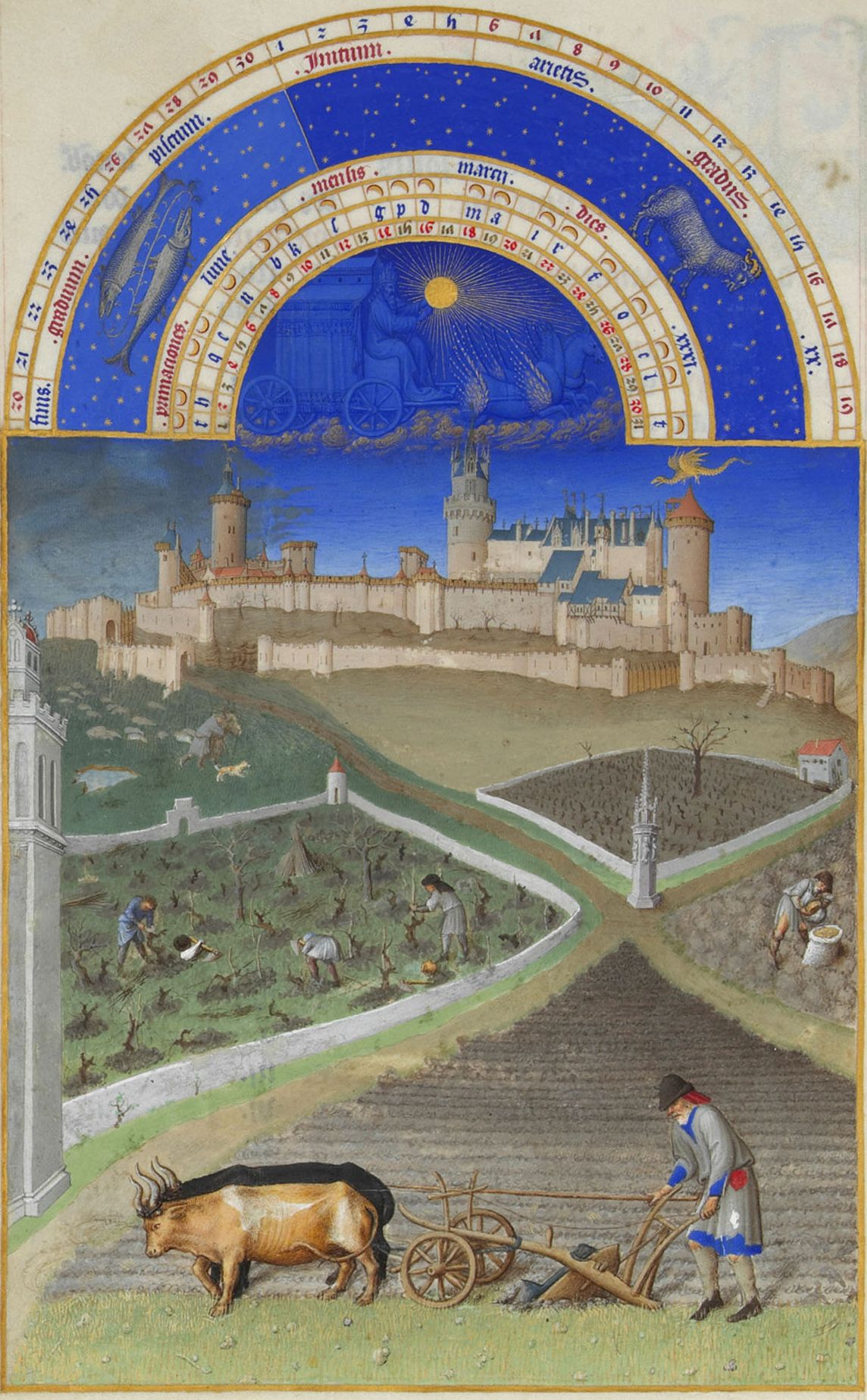
Les Très Riches Heures du duc de Berry, mars: Château de Lusignan.

Huset Lusignan är en gammal adelssläkt från Poitou, nära Lusignan, i Vienne, Frankrike, vars huvudman kallades "sire de Lusignan" efter slottet Lusignan.
Hugo IV av Lusignan stred 1020 i Spanien och Hugo VI av Lusignan stred från 1101 i Palestina.
Släkten innehade länge grevskapen Marche och Angoulême, men var sedan början av 1300-talet inte vidare bemärkt i Frankrike. Till denna ätt hörde Guido av Lusignan som blev kung av Jerusalem 1186 och av Cypern 1192. Han blev stamfader för en kunglig dynasti i österlandet, vilken under 1200-talets senare hälft tidtals var erkänd som innehavare av Jerusalems kungakrona. Den utdog 1267 på manliga linjen med kung Hugo II av Cypern.
Ättlingar på kvinnolinjen regerade på Cypern ända in i senare hälften av 1400-talet med Jakob II av Cypern och hans gemål Caterina Cornaro, och en sidogren av linjen innehade 1345–1375, till följd av gifte, Lilla Armenien.
Enligt folksagan skulle Lusignan vara ättlingar till Melusina, som enligt folktron skulle spöka i slottet som varning inför stundande otider för släkten.

## Herrar av Lusignan
- Hugo I (tidigt 900-tal)
- Hugo II (död 967)
- Hugo III
- Hugo IV
- Hugo V (död 1060)
- Hugo VI (död 1110)
- Hugo VII (död 1151)
- Hugo VIII (död 1165)
- Hugo IX (död 1219)
- Hugo X (död 1249)
- Hugo XI (död 1260)
- Hugo XII (död mellan 1270 och 1282)
- Hugo XIII (död 1303)
- Guido (död 1308)

## Grevar av La Marche och Angoulême
Hugo IX ärvde grevskapet La Marche (1203) i egenskap av ättling till Almodis, medan hans son, Hugo X, gifte sig med Isabella av Angoulême, varmed även grevskapet Angoulême tillföll ätten (1220). 
- Hugo IX (död 1219)
- Hugo X (död 1249)
- Hugo XI (död 1260)
- Hugo XII (död 1282)
- Hugo XIII (död 1303)
- Guido (död 1307)
- Yolanda (död 1314)

Yolanda sålde ägorna Lusignan, La Marche, Angoulême och Fougère till Filip IV av Frankrike 1308.

## Kungar av Jerusalem och Cypern

Jerusalems vapensköld.

Cyperns vapensköld under huset Lusignan.

- Guido, kung av Jerusalem från 1186 till 1192 sedan av Cypern till 1194
- Amalrik II, kung av Cypern från 1194 till 1205 och av Jerusalem från 1198
- Hugo I (1205–1218), kung endast av Cypern liksom hans ättlingar
- Henrik I (1218–1253)
- Hugo II (1253–1267)
- Hugo III (1267–1284)
- Johan I (1284–1285)
- Henrik II (1285–1324)
  - Amalrik (1306–1310), usurpator
- Hugo IV (1324–1359)
- Peter I (1359–1369)
- Peter II (1369–1382)
- Jakob I (1382–1398)
- Janus (1398–1432)
- Johan II (1432–1458)
- Charlotte (1458–1464)
- Jakob II (1464–1473)
- Jakob III (1473–1474)

## Kungar av Kilikien (Armenien)

Kilikiens vapen under huset Lusignan.

- Konstantin IV (1342–1344)
- Konstantin V (1344–1362)
- Konstantin VI (1362–1373)
- Levon VI (1374–1393)

Det armeniska kungadömet ärvdes av de cypriotiska Lusignan 1393.